# Cuyo (Palawan)
Cuyo is een gemeente in de Filipijnse provincie Palawan. Bij de laatste census in 2007 had de gemeente ruim 20 duizend inwoners.

## Geografie

### Bestuurlijke indeling
Cuyo is onderverdeeld in de volgende 17 barangays:
| - Balading - Bangcal - Cabigsing - Caburian - Caponayan - Catadman - Funda - Lagaoriao - Lubid | - Manamoc - Maringian - Lungsod - Pawa - San Carlos - Suba - Tenga-tenga - Tocadan |

## Demografie
Cuyo had bij de census van 2007 een inwoneraantal van 20.040 mensen. Dit zijn 1.783 mensen (9,8%) meer dan bij de vorige census van 2000. De gemiddelde jaarlijkse groei komt daarmee uit op 1,29%, hetgeen lager is dan het landelijk jaarlijks gemiddelde over deze periode (2,04%). Vergeleken met de census van 1995 is het aantal mensen met 3.346 (20,0%) toegenomen.

De bevolkingsdichtheid van Cuyo was ten tijde van de laatste census, met 20.040 inwoners op 84,95 km², 196,5 mensen per km².